# Azizijja (Aleppo)
Azizijja (arab. عزيزية) – wieś w Syrii, w muhafazie Aleppo, w dystrykcie Ajn al-Arab. W 2004 roku liczyła 358 mieszkańców.